# 太平洋十年規模振動

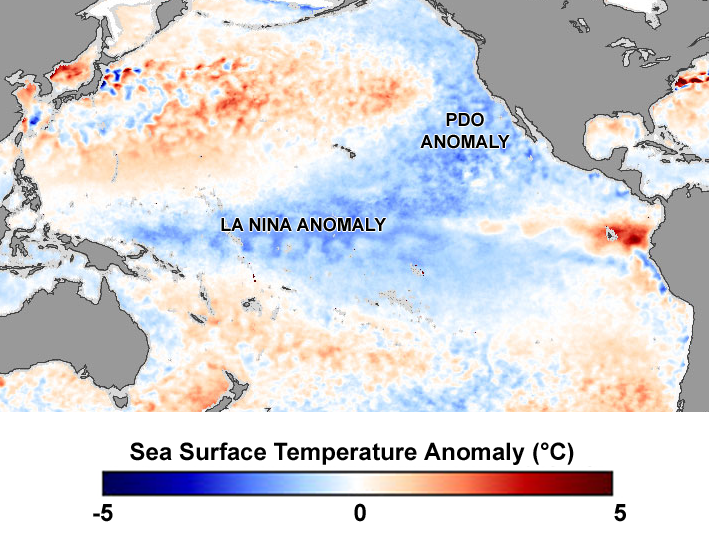
負のPDOとラニーニャ同時発生時の海水温平年差（NASAによる）

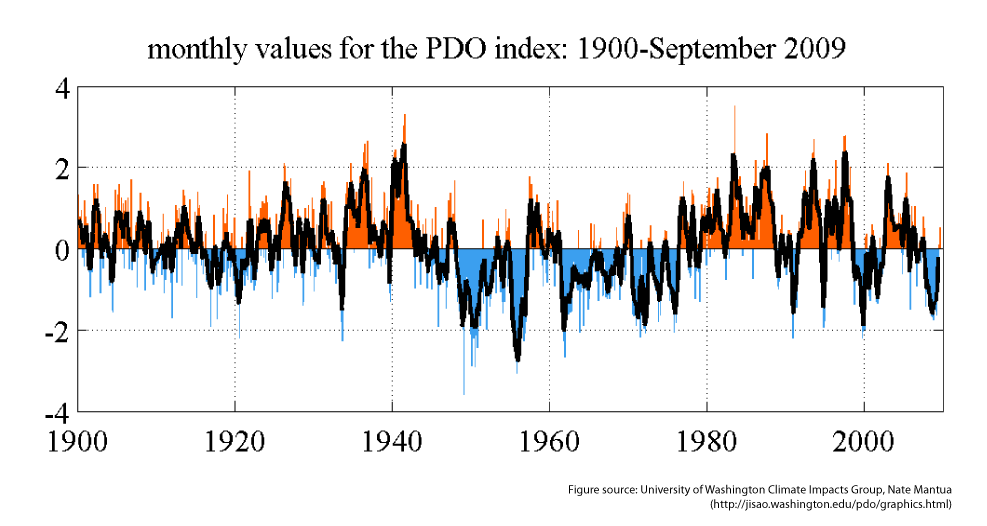
1900年以降のPDO指数の推移

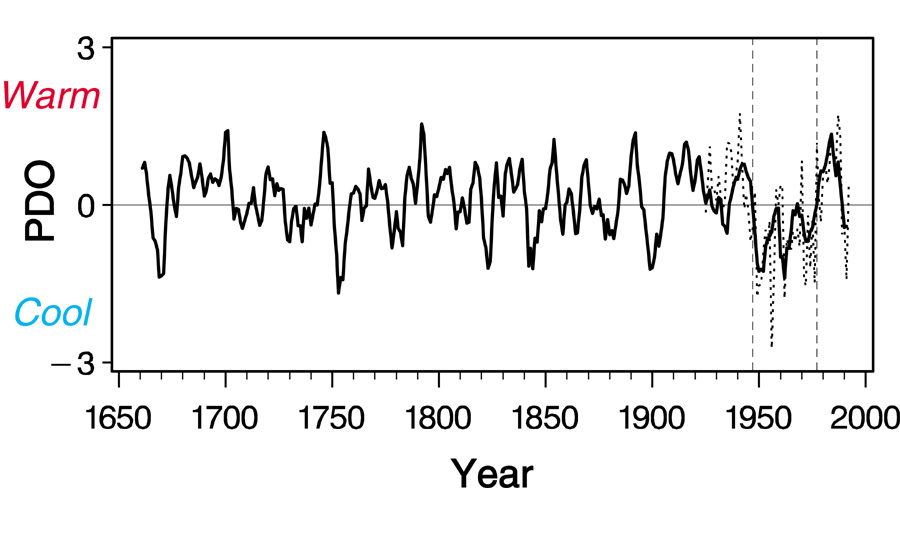
1660から1991年のPDO指数の推定値

太平洋十年規模振動（たいへいようじゅうねんきぼしんどう、Pacific Decadal Oscillation：PDO）とは太平洋各地で海水温や気圧の平均的状態が、10年を単位とした2単位（約20年）周期で変動する現象である。太平洋10年周期振動とも言う。海洋と大気が連動して変化する。
数十年に渡る気圧や海水温のデータから平均値を求めると、太平洋では約10年単位でその値が大きく上下に揺れる。この現象を発見したのは、サケの生息数変化を研究していたSteven R. Hareである。これとほぼ同時期にYuan Zhangは、この現象と気候との連動性を発見した。両グループは1997年に、この現象に関する論文を初めて発表した。
そのメカニズムは、まだ詳しく解明されていない。複数の説があるが、仮説の域を出ていないとされる。

## PDO指数とその変動
PDOの状態を客観的に評価するため、PDO指数というものが利用されている。北緯20度以北の太平洋の表面海水温（SST）の温暖化トレンドに対する偏差のデータを経験的直交関数展開した時の第一主成分時系列値（PC1）を用いる。バハ・カリフォルニアの年輪による解析からは1661年以降の値が推定されている。
PDO指数が正のとき日本を含む北太平洋の北半分は北米大陸沿岸を除いて海水温が大きく低下し、ポリネシア南部でも低下する。一方、北米大陸沿岸や太平洋赤道域中部～東部では大きく上昇する。また気圧は南極大陸に近い海域を除く太平洋の東部全域で低下しアリューシャン列島沖では大きく低下する一方、太平洋西部や南極に近い海域は上昇する。これによりアリューシャン低気圧や偏西風が強くなり、北東太平洋では南風が強くなるなどの影響がある。
PDO指数が負のときは、これと正反対の水温や気圧になる。
また過去のPDO指数の推移から1750年頃には振幅の大きなPDOの変動があったこと、1905年頃にも振幅の大きな振動があってその後は「正」の位相に偏ったこと、それ以降、1946年頃からは「負」位相、1977年頃からは「正」位相、2006年頃からは「負」位相へと偏移していることが分かった。傾向として、20～30年周期で正位相と負位相の入れ代わりが起きていると考えられている。